# Distretto dei Monti Garo Meridionali
Il distretto dei Monti Garo Meridionali è un distretto dello stato del Meghalaya, in India. Il suo capoluogo è Baghmara.